# Anacroneuria pacaje
Anacroneuria pacaje és una espècie d'insecte plecòpter pertanyent a la família dels pèrlids.

## Etimologia
El seu nom científic fa referència a l'ètnia pacaje de Bolívia.

## Descripció
- Els adults presenten les membranes alars transparents amb la nervadura marró.
- Les ales anteriors del mascle fan 14 mm de llargària.
- Ni la nimfa ni la femella han estat encara descrites.[3]

## Hàbitat
En el seu estadi immadur és aquàtic i viu a l'aigua dolça, mentre que com a adult és terrestre i volador.

## Distribució geogràfica
Es troba a Sud-amèrica: el Perú i Bolívia.